# Тјемеш
Тјемеш (слч. Temeš) насељено је мјесто са административним статусом сеоске општине (слч. obec) у округу Прјевидза, у Тренчинском крају, Словачка Република.

## Становништво
| Година:    | 1994. | 2004.    | 2014.    | 2024.    |
| ---------- | ----- | -------- | -------- | -------- |
| Број људи: | 324   | 289      | 234      | 189      |
| Разлика:   |       | -10,80 % | -19,03 % | -19,23 % |

| Година:    | 2023. | 2024.   |
| ---------- | ----- | ------- |
| Број људи: | 198   | 189     |
| Разлика:   |       | -4,54 % |

Према подацима о броју становника из 2011. године насеље је имало 251 становника.